# Theodor Valentiner (Geistlicher)

Theodor Valentiner (um 1900)

Theodor Valentiner (* 28. Januar 1854 in Jerusalem; † 9. September 1913 in Hannover) war ein deutscher evangelisch-lutherischer Geistlicher, Superintendent in Eutin, Propst in Husum und Superintendent des Sprengels Lauenburg in Ratzeburg.

## Leben
Theodor Valentiner stammte aus einer alten schleswig-holsteinischen Akademikerfamilie und war ein Sohn des Pastors Friedrich Peter Valentiner, der von 1852 bis 1866 die deutsche evangelische Gemeinde in Jerusalem aufbaute. Er studierte Evangelische Theologie bis zum Examen Michaelis 1878 und besuchte dann das Nordschleswigsche Predigerseminar der Evangelisch-Lutherischen Landeskirche Schleswig-Holsteins. Am 23. Januar 1881 wurde er Diaconus (2. Pastor) an St. Michaelis in Lütjenburg. Am 22. Oktober 1882 wurde er zum Hauptpastor der Stadtkirche St. Laurentii in Itzehoe gewählt.
Am 29. November 1891 erfolgte seine Berufung nach Eutin mit Wechsel zur Landeskirche des Fürstentums Lübeck. In Eutin war er Hauptpastor (Erster Stadtprediger) der St. Michaeliskirche und als Superintendent mit dem Titel Geheimer Kirchenrat der Leitende Geistliche der kleinen Landeskirche des Fürstentums Lübeck im Großherzogtum Oldenburg. Sein Aufsichtsbereich umfasste zwölf Kirchspiele mit rund 40.000 lutherischen Einwohnern.
In seine Amtszeit fiel der starke Anstieg der Bevölkerung im Lübecker Randgebiet. Valentiner reagierte mit der Neuordnung der historisch gewachsenen Gemeindegrenzen im Westen und Norden der Hansestadt. Im alten, sehr großen Kirchspiel Rensefeld ließ er Anfang 1899 durch großherzogliche Verfügung die Kirchengemeinde Stockelsdorf errichten. 1903 konnte er ihren Kirchenneubau einweihen. Die innerhalb des Lübecker Landgrabens gelegenen Ortschaften Schönböcken, Steinraderhof, Krempelsdorf, Trems, Vorwerk und Wilhelmshöhe, die ebenfalls nach Rensefeld eingepfarrt waren, kamen an St. Matthäi zu Lübeck der Evangelisch-Lutherischen Kirche im Lübeckischen Staate. Im Lübecker Norden wurden die nach Ratekau eingepfarrten, bis 1803 dem Domkapitel gehörenden Dorfschaften Dänischburg, Siems, Herrenwyk, Kücknitz und Dummerstorf und Pöppendorf ausgegliedert, was die Gründung der Kirchengemeinde Kücknitz der Landeskirche der Hansestadt ermöglichte. Dem Aufschwung am Strand wurde durch die Einführung von saisonalen Waldgottesdiensten in Timmendorfer Strand und Scharbeutz, den Bau der Petrikirche und damit verbunden der Gründung der Kapellengemeinde Niendorf Rechnung getragen.

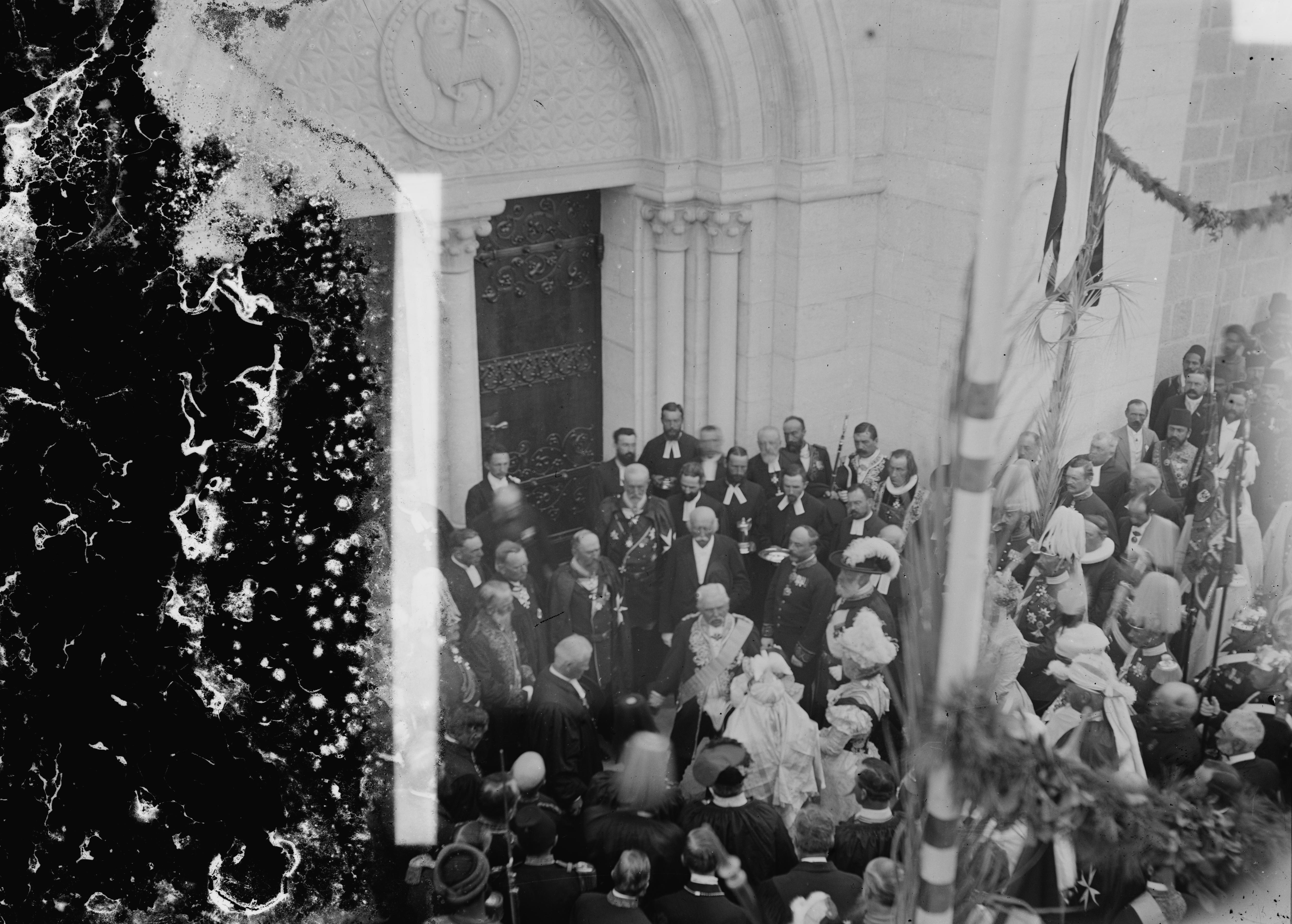
Einweihung der Erlöserkirche in Jerusalem; Valentiner ist der Geistliche direkt an der Kirchentür

Er war Vorstandsmitglied der Breklumer Missionsgesellschaft und Vorsitzender des schleswig-holsteinischen Vereins der Jerusalemstiftung. 1898 delegierte ihn der Großherzog von Oldenburg, im Gefolge des Kaisers an der Palästinareise Kaiser Wilhelms II. teilzunehmen; er war einer der Geistlichen, die die Einweihung der Erlöserkirche am Reformationstag, dem 31. Oktober 1898 vornahmen.
Im November 1909 wurde er zum Propst der Propstei Husum-Bredstedt mit Sitz in Husum berufen und wirkte somit wieder für Landeskirche Schleswig-Holsteins. Er blieb jedoch nicht lange, sondern wechselte 1911 in das mit bischöflichen Rechten ausgestattete Amt des Superintendenten für das Herzogtum Lauenburg, einem eigenen Sprengel in der Landeskirche Schleswig-Holsteins. Nach schwerer Krankheit starb er schon 1913.

## Auszeichnungen
- Oldenburgischer Haus- und Verdienstorden des Herzogs Peter Friedrich Ludwig, Ehren-Ritterkreuz II. Klasse mit der silbernen Krone (1908)